# Joe Pytka
Joe Pytka, né le 4 novembre 1938 à Pittsburgh (Pennsylvanie), est un réalisateur américain. Il est connu pour avoir réalisé Space Jam (1996) avec Michael Jordan ainsi que plusieurs clips de Michael Jackson.

## Filmographie
Cinéma
- 1989 : Deux dollars sur un tocard
- 1996 : Space Jam

Clips musicaux
- 1987 : The Way You Make Me Feel de Michael Jackson
- 1988 : Dirty Diana de Michael Jackson
- 1992 : Heal the World de Michael Jackson
- 1995 : Free as a Bird de The Beatles

## Divers
- En 2012, il participe au documentaire Bad 25 de Spike Lee consacré à l'album Bad de Michael Jackson.
- En 2020, il participe à la série documentaire The Last Dance, consacrée à la carrière de Michael Jordan au sein des Chicago Bulls.